# Manon Leijten
Manon Renée Leijten (Tilburg, 16 november 1966) is een Nederlands topambtenaar. Anno 2020 is ze bestuurder bij de Autoriteit Consument en Markt.

## Loopbaan
Leijten studeerde van 1986 tot 1992 bedrijfseconomie aan de Erasmus Universiteit Rotterdam, waarin zij haar doctoraal behaalde. Daarna was zij van 1992 tot 2000 beleidsmedewerker en later hoofdinspecteur bij de Inspectie der Rijksfinanciën, een onderdeel van het ministerie van Financiën. Vervolgens was zij tot 2002 plaatsvervangend directeur van de Dienst Begrotingszaken van het ministerie van Financiën. Van 2002 tot 2008 was zij werkzaam als raadadviseur voor het Kabinet van de Minister-President op het ministerie van Algemene Zaken. Van 2008 tot 2011 was zij directeur Financieel-Economische Zaken op het ministerie van Sociale Zaken en Werkgelegenheid en van 2011 tot 2013 directeur-generaal voor de Algemene Bestuursdienst van het ministerie van Binnenlandse Zaken en Koninkrijksrelaties.
Van 1 augustus 2013 tot 1 februari 2020 was Leijten werkzaam als secretaris-generaal van het ministerie van Financiën. Op 20 november 2020 werd ze uit hoofde van deze functie gehoord door de Parlementaire ondervragingscommissie Kinderopvangtoeslag inzake de toeslagenaffaire.
Op 2 maart 2020 werd ze bestuurder bij de ACM.

## Privé
Leijten is gehuwd en heeft drie kinderen: twee zonen en één dochter.

## Familie
Manon Leijten is een dochter van de arts Antonius Cornelis Marie Leijten en de KVP/CDA-politica Madeleen Leijten-de Wijkerslooth de Weerdesteijn.